# Giant God Warrior Appears in Tokyo
Giant God Warrior Appears in Tokyo (em japonês: Kyoshinhei Tôkyô ni arawaru / 巨神兵東京に現わる) é um curta-metragem japonês de 2012, dos gêneros ação, monstro e fantasia. Dirigido por Shinji Higuchi  e produzido pelo estúdio Ghibli. O design da criatura gigante foi fornecido por Hayao Miyazaki, da série Nausicaä do Vale do Vento.  Usando de efeitos práticos, como maquetes, é o primeiro live-action do estúdio. 